# アンドレア・ミトロビッチ
アンドレア・ミトロビッチ（Andrea Mitrovic, 1999年6月3日 - ）は、カナダの女子バレーボール選手。カナダ代表。

## 来歴

### クラブチーム
ウィニペグ出身でミシサガ育ち。アメリカのニューヨーク州立大学バッファロー校、アリゾナ州立大学でプレーし、2020年、ルーマニアのCSU Medicina Târgu Mureșへ入団。2020/21シーズンのルーマニアリーグに出場した。2021年6月、ギリシャのAO Thirasへ移籍し、2021/22シーズンのギリシャカップでは準優勝した。2022年5月、トルコのKarayolları SKへ移籍し、1年間プレーした。2023年7月、ポーランドのPGE・グロット・ブドフラニ・ウッチへの移籍が発表され、2023/24シーズンのタウロンリーガでは4位となった。2024年5月、中国のShenzhen Zhongsaiでプレーすることが報道され、2024/25シーズンは中国リーグに出場。リーグ終了後はベトナムのBộ Tư lệnh Thông tinと契約した。2025年5月、アメリカのプロリーグLOVBに参戦することが発表された。

### 代表チーム
2019年、シニア代表に初選出され、チャレンジャーカップに出場。2021年、ネーションズリーグに出場した。2022年、世界選手権に出場した。2023年、パリ五輪予選に出場した。2024年、ネーションズリーグに出場した。

## 人物
セルビア系カナダ人。当初はセルビア代表入りを目標としており、16歳でカナダU18代表に召集された際にはセルビアジュニアチームの練習参加のため辞退している。

## 球歴
- 世界選手権 - 2022年
- オリンピック予選 - 2023年
- ネーションズリーグ - 2021年、2022年、2023年、2024年、2025年
- 北中米選手権 - 2021年、2023年

## 所属クラブ
- ニューヨーク州立大学バッファロー校（2017-2019年）
- アリゾナ州立大学（2019-2020年）
- CSU Medicina Târgu Mureș（2020-2021年）
- AO Thiras（2021-2022年）
- Karayolları SK（2022-2023年）
- PGE・グロット・ブドフラニ・ウッチ（2023-2024年）
- Shenzhen Zhongsai（2024-2025年）
- Bộ Tư lệnh Thông tin（2025年）